# Río Montoro
Río Montoro är ett vattendrag i Spanien.   Det ligger i regionen Kastilien-La Mancha, i den centrala delen av landet, 240 km söder om huvudstaden Madrid.